# Commatarcha oresbia
Commatarcha oresbia is een vlinder uit de familie van de Carposinidae. De wetenschappelijke naam van de soort is voor het eerst geldig gepubliceerd in 1989 door Diakonoff.